# Manuel Sánchez Ramírez
Manuel Sánchez Ramírez (Sabadell, Barcelona, 12 de diciembre de 1969), conocido por Manolo Sánchez es un exfutbolista y entrenador de fútbol nacional que actualmente ejerce de segundo entrenador del UCAM Murcia Club de Fútbol.

## Trayectoria como jugador
| Equipo              | País   | Año       |
| ------------------- | ------ | --------- |
| CE Sabadell FC      | España | 1990-1993 |
| UE Figueres         | España | 1993-1995 |
| Real Murcia CF      | España | 1995-1997 |
| Lorca CF            | España | 1997-2000 |
| CF Ciudad de Murcia | España | 2000-2004 |
| Mazarrón CF         | España | 2004-2005 |

## Trayectoria como entrenador
| Equipo                                     | País   | Año             |
| ------------------------------------------ | ------ | --------------- |
| CD La Unión                                | España | 2005-2008       |
| Águilas CF                                 | España | 2008-2010       |
| Moratalla CF                               | España | 2010            |
| FC Jumilla                                 | España | 2010-2011       |
| CD Tenerife (2º Entrenador)                | España | 2011-2012       |
| UCAM Murcia Club de Fútbol                 | España | 2012            |
| UCAM Murcia Club de Fútbol (2º entrenador) | España | 2018-Actualidad |